# Fracht (Handelsrecht)
Fracht (oder Frachtgeld, Frachtlohn) ist im Frachtgeschäft das Entgelt, das ein Frachtführer für die im Frachtvertrag vereinbarte Güterbeförderung erhält.

## Allgemeines
Im allgemeinen Sprachgebrauch wird unter „Fracht“ auch das Frachtgut selbst verstanden, jedoch bezieht sich der Rechtsbegriff Fracht lediglich auf die Frachtkosten. Das Wort Fracht stammt ursprünglich aus dem Niederdeutschen/Mittelniederdeutschen, wo es als vracht in der Bedeutung „Frachtgeld“ oder „Schiffsladung“ auftauchte. Ein Hamburger Statut von 1292 sprach davon, dass der Schiffer seine „Vracht“ nimmt.
Nach dem Grundsatz „Warenschulden sind Holschulden“ verpflichtet ein Kaufvertrag den Verkäufer lediglich dazu, die Ware am Erfüllungsort bereitzustellen. Für den weiteren Transport und die Übernahme der Kosten ist der Käufer verantwortlich, sofern im Kaufvertrag nichts anderslautendes vereinbart wurde.

## Rechtsfragen
Durch den Frachtvertrag wird gemäß § 407 HGB der Frachtführer verpflichtet, das Frachtgut zum Bestimmungsort zu befördern und dort an den Empfänger abzuliefern; der Absender wird verpflichtet, die vereinbarte Fracht zu zahlen. Über den Frachtvertrag wird ein Frachtbrief ausgestellt (§ 408 HGB). Das gilt für die meisten Transportmittel, nämlich zu Lande (Straße: CMR-Frachtbrief, Schiene: Eisenbahnfrachtbrief), zu Wasser (nur bei der Binnenschifffahrt: Ladeschein) oder in der Luft (Luftfrachtbrief). Die Seeschifffahrt ist gesondert geregelt und kennt das Konnossement (§ 513 HGB) oder alternativ den Seefrachtbrief (§ 526 HGB).
Die Fracht ist nach § 420 Abs. 1 HGB bei Ablieferung des Frachtgutes zu zahlen. Der Empfänger hat die noch geschuldete Fracht bis zu dem Betrag zu zahlen, der aus dem Frachtbrief hervorgeht. Da sowohl der Absender als auch der Empfänger Zahlungspflichtiger für die Fracht sind (§ 421 Abs. 2 HGB), liegt ein gesetzlicher Schuldbeitritt vor (§ 421 Abs. 4 HGB). Für die unbezahlte Fracht hat der Frachtführer gemäß § 440 Abs. 1 HGB ein gesetzliches Pfandrecht am Frachtgut.

## Wirtschaftliche Aspekte
In der Handelskalkulation stellt die Fracht bei der Beschaffung einen Teil der Bezugskosten dar, welche aber auch zusätzlich noch das Rollgeld, eventuelle Verladekosten und -gebühren, sowie weitere mit dem Transport in Zusammenhang stehende Nebenkosten (Transportkosten) oder auch Zollgebühren umfassen können.
Die Fracht ist in der Kostenrechnung ein Teil der Versandkosten, die wiederum einen Teil der Vertriebskosten darstellen. Wer sie bezahlt, wird in den Lieferungsbedingungen geregelt, die sich meist auf Frankaturen, Handelsklauseln oder die Incoterms beziehen. „Frachtfrei Bestimmungsort“ (englisch carriage free/paid, CF/CP) bedeutet, dass der Verkäufer/Exporteur die gesamten Versandkosten bis zur vereinbarten Empfangsstation (Bahnhof, Löschplatz oder Flughafen beim Empfänger) trägt, während der Käufer/Importeur den Nachlauf („Rollgeld II“) übernehmen muss. Umgekehrt ist es bei der Klausel „Frei Haus“, wonach der Lieferant die gesamten Transportkosten bis zum Empfänger der Ware trägt. Bei „unfrei“ übernimmt der Verkäufer/Exporteur lediglich das Rollgeld des Vorlaufs („Rollgeld I“), während der Käufer/Importeur entsprechend die Fracht des Hauptlaufs und das Rollgeld des Nachlaufs („Rollgeld II“) zu tragen hat.
Im betrieblichen Rechnungswesen und bei der Kalkulation von Preisen werden Eingangs- und Ausgangsfrachten unterschieden. Eingangsfrachten sind die Kosten, die der Lieferant dem Empfänger berechnet. Sie sind für den Empfänger Teil der Bezugskosten und werden auch bei der Bewertung der bezogenen Güter berücksichtigt. Ausgangsfrachten sind Transportkosten, die dem Verkäufer bei der Lieferung an seinen Kunden entstehen. Sie zählen zu den Versandkosten und werden häufig nicht in die Kalkulation des Verkaufspreises einbezogen, sondern gesondert ausgewiesen.
Der Ort, ab dem der Käufer die Frachtkosten übernehmen muss, wird „Frachtbasis“ genannt. Er kann vertraglich festgelegt werden und muss nicht zwingend mit dem Ort übereinstimmen, von dem tatsächlich geliefert wird. Dies kann zum Beispiel von Bedeutung sein, wenn ein Unternehmen von mehreren Werken ausliefert. Ist der Empfangsort bei Vertragsabschluss nicht festgelegt, kann eine „Frachtparität“ vereinbart werden. Dies ist der Ort, bis zu dem der Verkäufer die Fracht übernimmt, auch wenn tatsächlich an einen anderen Ort geliefert wird.
Während die Höhe des Beförderungsentgeltes bis 1992 staatlich reguliert und im Güterfernverkehrstarif (GFT) geregelt war, werden seit Abschaffung des verbindlichen GFT die Beförderungsentgelte im Chartergeschäft in der Regel zwischen den Vertragspartnern frei vereinbart. Wenn zu einem festen Gesamtbetrag für die Ladung ohne Rücksicht auf das Gewicht oder das Raummaß abgeschlossen wird, spricht man von einer Pauschalfracht (englisch lump sum). Schwere Güter werden meist nach Gewicht abgerechnet, leichte Güter nach dem Rauminhalt in Kubikmetern.

## International
In der Schweiz übernimmt der Frachtführer in einem Frachtvertrag die Pflicht, gegen eine Vergütung für die Absenderin den Transport von Sachen auszuführen (Art. 440 Abs. 1 OR). Ein Spediteur nach Art. 439 OR übernimmt die Versendung von Gütern in eigenem Namen, aber auf Rechnung des Versenders. Im Gegensatz zum Frachtführer transportiert er die Güter aber nicht selbst, sondern übernimmt lediglich die Organisation des Transports bzw. schließt für den physischen Transport Frachtverträge mit Dritten ab.
In Österreich ist das Frachtrecht im Unternehmensgesetzbuch (UGB) in den §§ 425 ff. UGB geregelt. In § 446 UGB ist zwar der Frachtvertrag erwähnt, aber nicht definiert. Danach sind die nicht in den Ladeschein aufgenommenen Bestimmungen des Frachtvertrags dem Empfänger gegenüber unwirksam. Es muss mithin darauf geachtet werden, dass Frachtbrief und Frachtvertrag sich inhaltlich decken.